# Gyálarét
Gyálarét - dawniej odrębna gmina w komitacie Csongrád, dziś część Segedynu na południe od centrum miasta.
Cechą rozpoznawczą tego miejsca jest to, że znajduje się tam najniższy punkt Węgier wynoszący 78 m n.p.m.